# 安海斯-布希

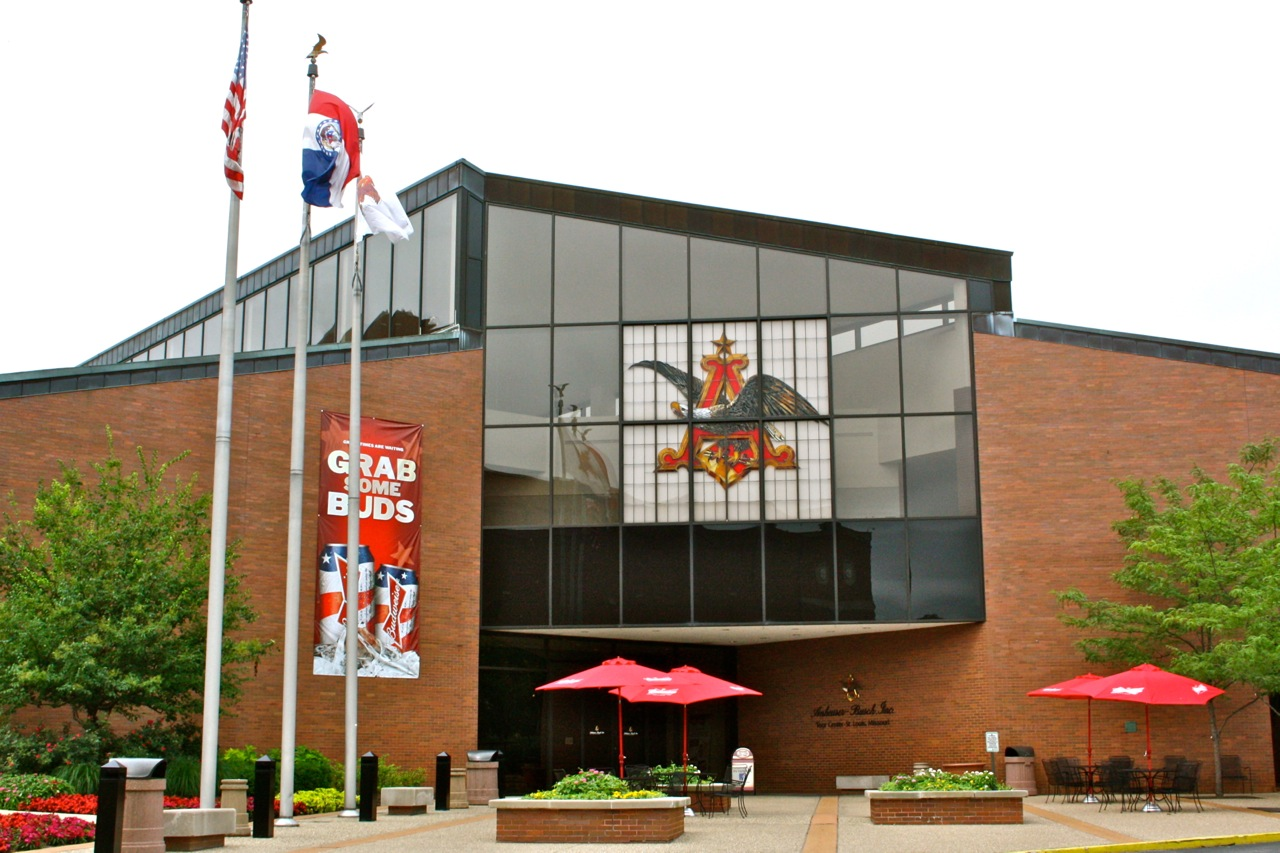
安海斯-布希圣路易斯酿酒厂

安海斯-布希（Anheuser-Busch，简称AB）是美国最大的啤酒酿造集团，在美国本土设有12家酿酒厂，海外拥有近20家大型生产基地。2008年7月13日，该公司宣布与比利时啤酒巨头英博集团达成合并协议，并于同年11月18日完成整合。合并后新集团定名为安海斯-布希英博（Anheuser-Busch InBev，简称AB InBev），现为全球最大啤酒生产商。原安海斯-布希公司作为子公司继续运营。

## 企业架构
作为控股型酿酒企业，安海斯-布希通过四大业务部门开展运营：国内啤酒（贡献75%销售额）、国际啤酒（7%）、包装业务（10%）和客户服务（8%）。截至2007年12月31日，其在美国市场占据93%的生产份额。
旗下核心品牌包括百威、布希啤酒、米狮龙系列及自然光等淡啤产品。公司还生产限量精酿啤酒、无醇饮品、麦芽酒（如眼镜蛇（King Cobra）与飓风家族（Hurricane）系列），以及风味麦芽饮料（例如百加得银朗姆（Bacardi Silver）和龙舌兰风味啤酒（Tequiza）。
2009年集团实现营业收入367.58亿美元，净利润46.13亿美元，位列2010年《财富》世界500强第196位，全球雇员总数达116,000人。

## 发展历程
安海斯-布希发轫于密苏里州圣路易斯的一家小型酿酒厂。1860年，德裔肥皂制造商阿道弗斯·布希成为酒厂所有者埃伯哈德·安海斯的女婿，双方于1869年建立合伙关系。1880年安海斯逝世后，布希接任公司董事长。
布希率先在美国啤酒业应用多项创新技术：采用巴氏消毒法延长保鲜期、引入人工制冷系统和冷藏运输车、大规模推行罐装啤酒。1876年推出首款国际品牌"百威啤酒"，次年创立美国首个可乐品牌"King Cola"。
1957年，安海斯-布希跃居全美最大酿酒商，现年产能约110亿罐。1981年成立的安海斯-布希国际有限公司负责海外业务拓展与资本运作。目前集团在美国运营12家酿酒厂及多个主题公园，并在全球主要市场设有分支机构。

### 英博并购案
2008年6月12日，比利时-巴西合资企业英博集团宣布以460亿美元发起收购要约。此项并购整合了全球前四大啤酒企业中的两家，新集团将同时拥有百威淡啤、百威和时代啤酒三大全球品牌。英博承诺保持美国境内酒厂运营，并保障员工权益。